# Dendrotrochus ponapensis
Dendrotrochus ponapensis é uma espécie de gastrópode  da família Euconulidae.
É endémica de Micronésia.